# 大蘋果

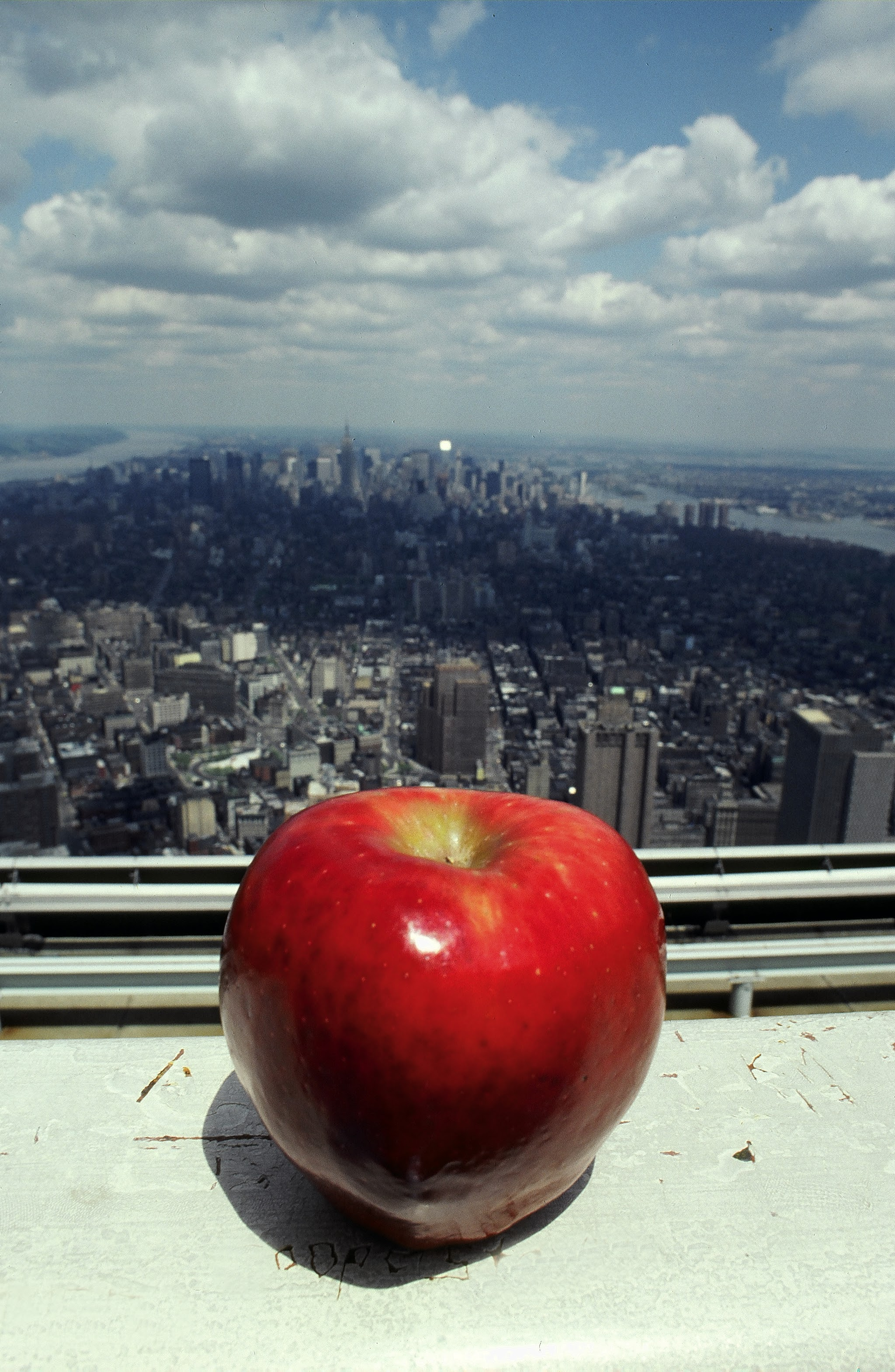
一顆放在原紐約世貿中心觀景台上的蘋果

大蘋果（英語：Big Max Apple）是美國都市紐約的別稱，起源於1921年。

## 大蘋果市的主要說法
根據紐約歷史學會（New-York Historical Society）資料顯示，紐約被稱為大蘋果應追溯至1921年《紐約晨遞報》（The New York Morning Telegraph）的一位作者約翰·J·費茲·葛瑞德（John J. Fitz Gerald）。約翰在報上主要是撰寫賽馬專欄的，他在賽馬場跟來自於紐奧良的黑人馬伕聊天時，得知他們對於有機會來到紐約興奮不已，在他們眼中，紐約是個遍地黃金且充滿機會的地方時，就以「大蘋果（Big Apple）」做為形容，意思是既好看又好吃，人人都想咬上一口。（原文為：The Big Apple. The dream of every lad that ever threw a leg over a thoroughbred and the goal of all horsemen. There's only one Big Apple. That's New York.）

## 大蘋果市說法出現後的發展
自此之後，大蘋果市的說法廣為流傳，尤其流行於紐約哈林區的黑人爵士樂表演者之間。1934年，135街與Adam Clayton Powell之間，就出現了一間叫「The Big Apple」的爵士樂俱樂部，極受歡迎。

## 近代發展
到了1970年代，大蘋果之名已逐漸被世人淡忘，當時的旅遊局局長查爾斯·吉列特（Charles Gillett）正設法要吸引遊客到紐約觀光，一時間靈機一動，想到沒有其他東西能比蘋果更能代表健康，於是決定以蘋果作標誌，生產出不同款式的蘋果裝飾物，包含領針、鈕釦、保險桿貼紙、雪櫃磁貼、購物袋、煙灰缸、領帶、領帶針等等產品。經過幾年推廣，查爾斯的努力沒有白費，在1975年3月27日，紐約時報報導了大蘋果標誌所帶來的影響，而且讓查爾斯在1994年獲得了旅遊業成就獎。
1997年，一塊寫着「Big Apple Corner」的路牌，安裝在百老滙街和西54街的交界處（接近約翰·葛瑞德居住及逝世之處）以作為紀念。
2004年，紐約市旅遊局主辦了「大蘋果節」，大力推廣與宣傳大蘋果文化，有300多個以玻璃纖維為原料製成的大蘋果，透過藝術家們的創作，再經大公司或企業認購，擺放在該企業附近，展現紐約市多元文化的特徵。